# Linia kolejowa Mügeln – Neichen
Linia kolejowa Mügeln – Neichen – wąskotorowa (750 mm) linia kolejowa w Niemczech, w kraju związkowym Saksonia. W użyciu jest dziś tylko odcinek z Mügeln do Glossen, natomiast dalej trasa przez Wermsdorf i Mutzschen do Neichen jest nieczynna.